# Riverdance

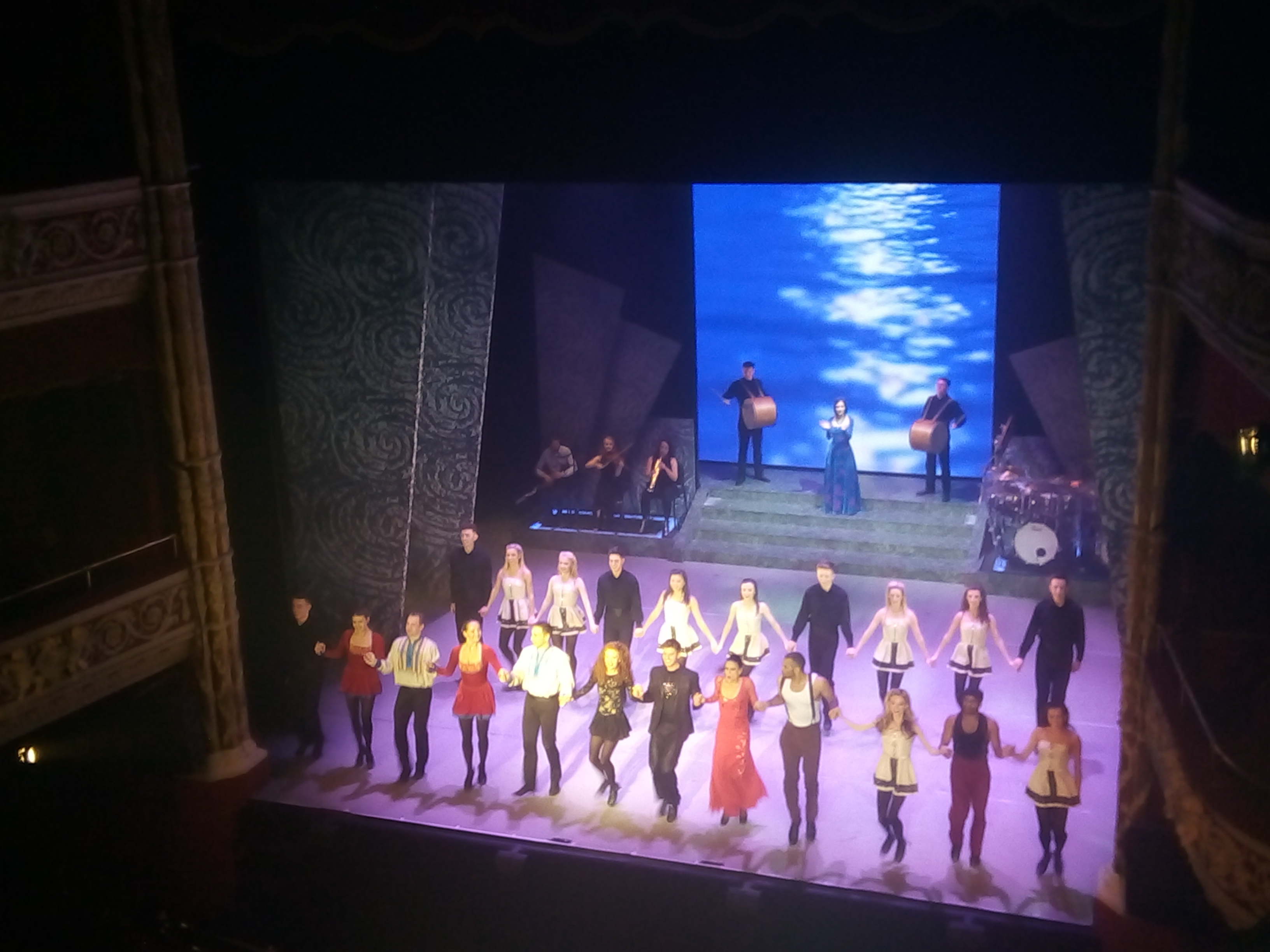
Riverdance på Gaiety Theatre, Dublin, 2019.

Riverdance är en irländsk dansgrupp med shower i irländsk dans. Riverdances stora genombrott kom genom deras framträdande i pausnumret i Eurovision Song Contest 1994 i Dublin.
Kort därefter gjordes deras framträdande om till en scenshow, som öppnade i Dublin den 9 februari 1995. Sedan dess har showen besökt över 450 arenor över hela världen och setts av över 25 miljoner människor, vilket gör att Riverdance räknas som en av de mest framgångsrika dansshowerna i världen.
I Sverige har flera hundra tusen personer sett dem live. 1998 var deras fjorton shower på Scandinavium i Göteborg slutsålda. 
Några kända dansare inom Riverdance är Michael Flatley, Jean Butler (de två var huvuddansare i Eurovision 1994) och Collin Dunne. Några kända shower med främst Flatley, är Lord of the Dance och Celtic Tiger. Butler och Dunne har nått framgångar med Dancing on Dangerous Grounds.